# Manuel Cortizos
Manuel Cortizos de Villasante (Valladolid, 1603 - 3 de septiembre de 1650) fue un banquero español, de la notoria familia de los Cortizos, de origen judeoconverso portugués (de Braganza, cuya casa comercial tenía sedes por toda Europa -Ámsterdam, Francia e Italia-). Sus préstamos a la Corona en la época de Felipe IV (especialmente delicada fue la ocasión en que socorrió con ochocientos mil escudos que necesitaba con urgencia el rey durante la guerra de Cataluña -desde 1640-) le convirtieron en una destacada figura de la corte. En la quiebra de 1647 las deudas con él ascendían a cuarenta y seis millones de maravedíes, que le fueron compensadas con ventas de cargos y la cesión de la renta de la pasa.

## Biografía
Fue hijo de Antonio López Cortizos y Luisa de Almeida, que pasaron de Portugal a Castilla a finales del siglo XVI (no es seguro si antes o después de la conquista de Portugal por Felipe en 1580). Dedicados a la importación de telas de lujo y piedras preciosas, y luego a la lana, se establecieron en Madrid (calle Preciados, junto a la Inclusa) y siguieron a la corte de Felipe III a Valladolid, donde nació Manuel (calles Platería y Especiería), y de vuelta a Madrid en 1609 (calle de la Cruz). En 1628 la familia Cortizos (el padre y dos de sus hijos, Antonio y el joven Manuel) arrendaron las rentas de los derechos de exportación de lanas. En 1630 Manuel se asoció con otros financieros de origen portugués para arrendar el almojarifazgo de Indias. En 1634 era el administrador único de la renta de lanas. Por entonces vivía en la calle Huertas de Madrid con sus tíos Antonio López Ferro y Mencía de Almeida (hermana de su madre), y había convertido el establecimiento comercial de su padre en un verdadero banco, que comienza a hacer préstamos al rey, convirtiéndose en asentista y factor.
Encumbrado económica y socialmente, como otros banqueros judeoconversos portugueses, durante el validazgo del Conde Duque de Olivares (que procuró la sustitución de los banqueros genoveses por los de ese otro origen), adquirió regidurías en las ciudades de Madrid, Toro y Zamora. En 1642 obtuvo el señorío de Arrifana y fue investido, como sus hermanos, del hábito de caballero de la Orden de Calatrava. Para incrementar su prestigio, patrocinó todo tipo de fundaciones piadosas y construcciones religiosas, entre ellas la Ermita de San Antonio de los Portugueses (hoy desaparecida, ocupaba un lugar en los jardines del Retiro donde hoy se levanta la fuente del Ángel Caído). Protegió al cronista Rodrigo Méndez Silva, también judeoconverso portugués (posteriormente fue procesado por criptojudío y huyó a Venecia).
La fama de su inmensa riqueza le hizo sufrir un aparatoso robo, en la noche del 2 de junio de 1642, estando ausente de su casa de Madrid (en la calle Ancha de los Peligros, hoy calle Sevilla).
A su muerte, su hermano Sebastián regentó su firma comercial.